# مارك اوكسلي
مارك توماس اوكسلي (بالإنجليزية: Mark Thomas Oxley)‏ (مواليد 28 سبتمبر 1990 ب‍شفيلد في إنجلترا - ) هو لاعب كرة قدم إنجليزي يلعب في مركز حراسة المرمى. شارك مع منتخب إنجلترا تحت 18 سنة لكرة القدم ومنتخب إنجلترا تحت 20 سنة لكرة القدم. أما مع النوادي، فقد لعب مع أولدهام أثلتيك وغريمسبي تاون ونادي روذرهام يونايتد ونادي هيبرنيان ونادي والسول وهال سيتي ونادي بيرتن ألبيون.

## وصلات خارجية
- مارك اوكسلي على موقع قاعدة بيانات كرة القدم.إي يو (الإنجليزية)
- مارك اوكسلي على موقع Soccerbase.com (لاعب) (الإنجليزية)
- مارك اوكسلي على موقع AS.com (الإسبانية)